# 陈道江
陈道江（1970年7月—），男，山东济南济阳人，中华人民共和国外交官，曾任中华人民共和国驻牙买加特命全权大使，现任中华人民共和国驻墨西哥合众国特命全权大使。2001年6月加入中国共产党。

## 生平
1993年，毕业于山东农业大学农业经济系，先后在山东省商业外经公司、山东省商业厅、山东省商会秘书处任职，并获得山东大学硕士学位和浙江大学博士学位。2004年，任山东省滨州市财政局副局长。2005年，兼任滨州市经济开发投资服务中心副主任兼市经济开发投资公司副经理。2007年，任滨州市财政局党组书记、副局长，兼市经济开发投资服务中心主任兼市经济开发投资公司经理。2008年，任山东省鲁信投资控股集团有限公司副总经理，职级为副厅级。2011年，任莱芜市委常委、市政府副市长、党组成员。2013年，任山东黄金集团有限公司董事、党委副书记。2018年，任山东省土地发展集团有限公司党委副书记、总经理。2022年5月，出任中华人民共和国驻牙买加大使兼常驻国际海底管理局代表。2025年6月，自驻牙买加大使兼常驻国际海底管理局代表离任，出任中华人民共和国驻墨西哥大使。